# Hữu Sằn
Hữu Sằn hoặc Hữu Sân (chữ Hán: 有莘) là tên một quốc gia bộ lạc tồn tại vào khoảng từ nhà Hạ và nhà Thương trong lịch sử Trung Quốc. 

## Những dấu ấn trong lịch sử
Theo Sử ký thì Y Doãn là tay đầu bếp giỏi chuyên nấu ăn trong cung vua nước Hữu Sằn, vua Thành Thang nước Thương nghe tiếng Y Doãn là người hiền đức lại có tư tài kinh bang tế thế nên rất muốn có được người này. Thang bèn nghĩ ra cách đích thân đem đồ sính lễ đến Hữu Sằn để dạm hỏi công chúa của nước này, vua Hữu Sằn rất mừng rỡ vì có được con rể là vua nước Thương hùng mạnh liền đồng ý ngay. Vua Thang bèn thỉnh cầu xin cho tay đầu bếp giỏi là Y Doãn đi theo, lúc bấy giờ con gái lấy chồng được phép mang theo một thứ gì đó có giá trị để làm của hồi môn.
Sau khi được Y Doãn vua Thang nghe theo chính sách của ông chỉnh đốn đội ngũ thu phục nhân tâm, chẳng bao lâu lôi kéo được hơn 40 nước tập trung tiến đánh đuổi vua Hạ Kiệt ra Nam Sào dựng nên Triều đại nhà Thương.
Đến cuối đời nhà Thương, Tây bá hầu Cơ Xương cũng từng lấy vợ người nước Hữu Sằn, chẳng rõ nước ấy sau thời nhà Thương thế nào thì sử sách không thấy nhắc đến nữa.

## xem thêm
- Thành Thang
- Y Doãn

## tham khảo
- sách Mỹ nhân kế do Trương Tú Phong, Lôi Khánh và Trương Học Thành chủ biên được nhà xuất bản văn hóa quốc tế ấn hành tại Bắc Kinh năm 1995